# مارکو زامبلی
مارکو زامبلی (انگلیسی: Marco Zambelli؛ زادهٔ ۲۲ اوت ۱۹۸۵) بازیکن فوتبال اهل ایتالیا است.
از باشگاه‌هایی که در آن بازی کرده‌است می‌توان به باشگاه فوتبال برشا و باشگاه فوتبال امپولی اشاره کرد.
وی همچنین در تیم ملی فوتبال زیر ۲۱ سال ایتالیا بازی کرده‌است.